# جرج هاورت
جرج هاورت (به انگلیسی: George Haworth) بازیکن فوتبال زادهٔ ۱۷ اکتبر ۱۸۶۴ اهل کشور انگلستان که سابقهٔ بازی در تیم ملی فوتبال انگلستان را در کارنامهٔ خود دارد. وی در تاریخ ۵ فوریه ۱۸۸۷ نخستین بازی ملی خود را در مقابل تیم ملی فوتبال ایرلند انجام داد و با حضور در ۵ بازی ملی، در تاریخ ۵ آوریل ۱۸۹۰ واپسین بازی ملی‌اش را در برابر تیم ملی فوتبال اسکاتلند برگزار کرد.